# Palencia–Santander-vasútvonal
A Palencia–Santander-vasútvonal egy 217 km hosszúságú, 3000 V egyenárammal villamosított, 1668 mm-es nyomtávolságú vasútvonal Palencia és Santander között Spanyolországban. Összeköti a központi fennsíkot Palencia városától a kantabriai partvidékkel.
Tulajdonosa az Adif, üzemeltetője a Renfe Operadora. Vonalszáma a 160-as.

## Története
Építését két nagy szakaszra osztották, az egyik Santandertől Alar del Reyig tartott, amely a vonal nagy részét képviseli, és a Venta de Baños-tól Alar de Rey-ig terjedő szakaszra, amely összeköti a vasútvonalat az északi vonallal. A munkákat a II. Isabel vasúttársaság és a Compañía de los Caminos de Hierro del Norte de España végezte 1866-ban teljes egészében.
A későbbi változások eredményeként az Alar del Rey-Venta de Baños szakasz részben integrálódott a Venta de Baños-Gijón vonalba, így a vonal kiindulási pontja jelenleg Palencia, nem pedig Venta de Baños, mint az eredetileg volt.
1941-ben, a spanyolországi vasútvonalak államosításával a vonal a Renfe kezébe került. 2004. december 31-től a Renfe Operadora üzemelteti a vonalat, míg az ADIF a vasúti infrastruktúra tulajdonosa.

## Képek

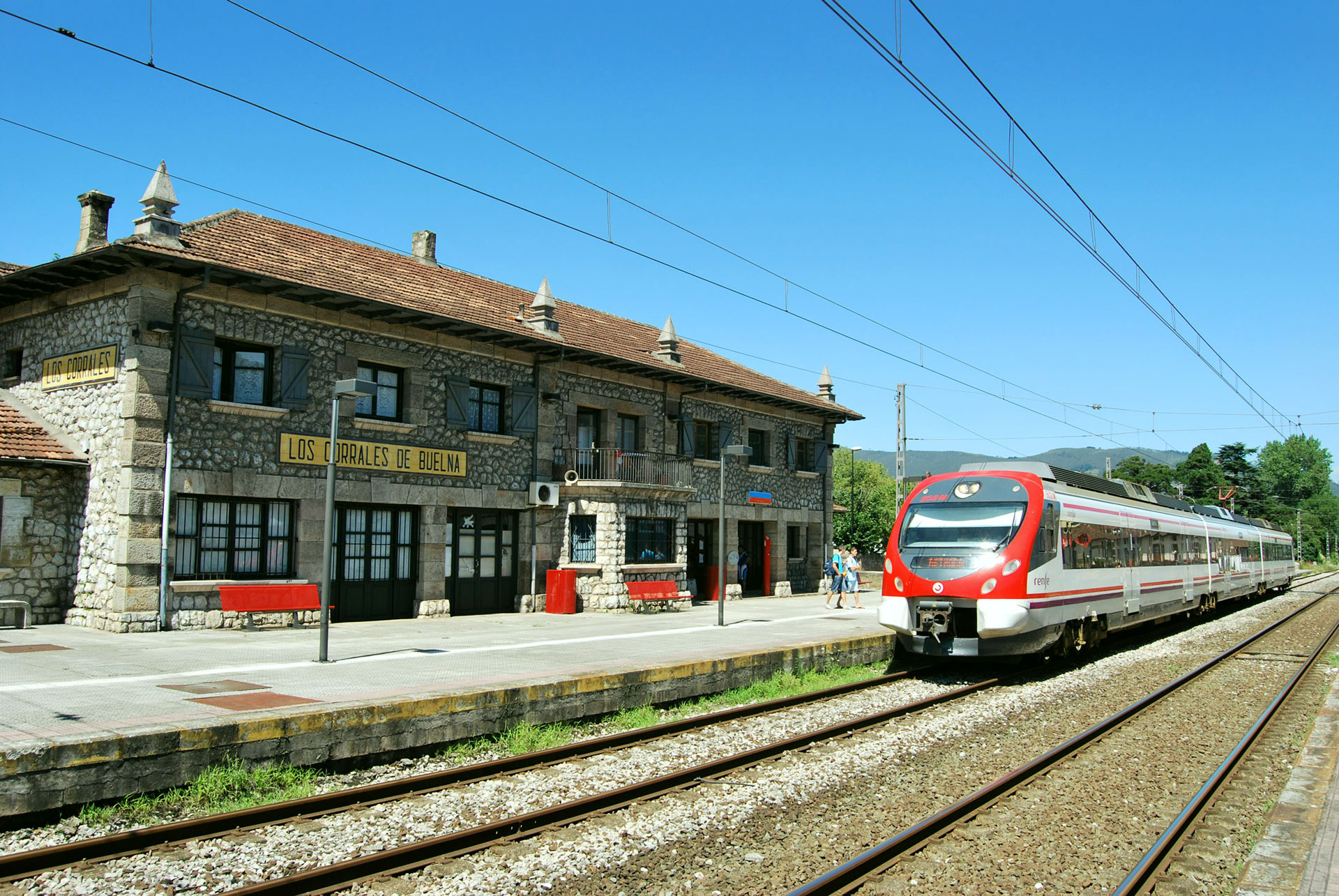
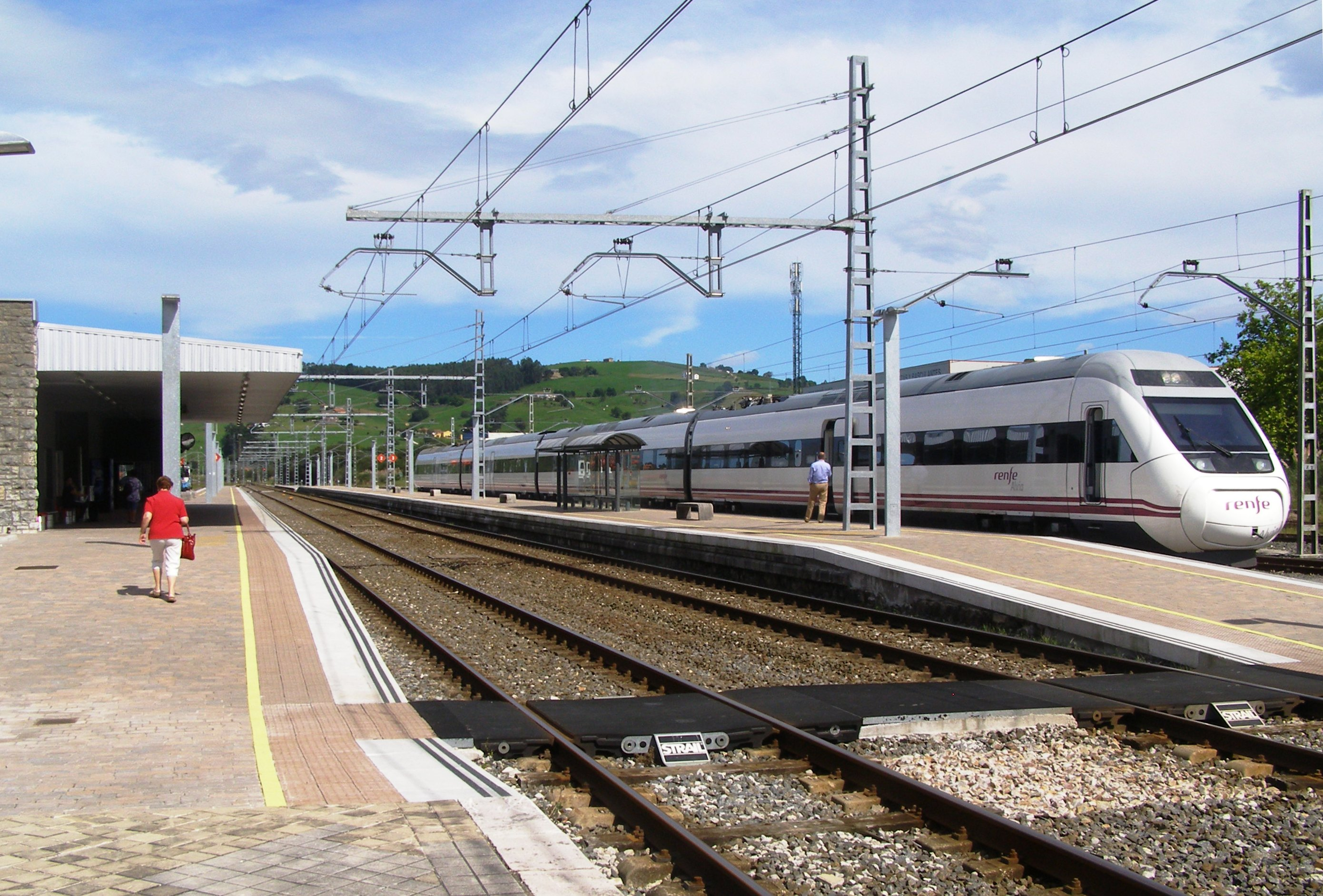